# Tommy Elphick
Tommy Elphick (Brighton, 7 settembre 1987) è un ex calciatore inglese, di ruolo difensore.

## Caratteristiche tecniche
Può essere schierato come centrale lungo la linea di difesa.

## Carriera

### Inizi
Proveniente dal settore giovanile del Brighton & Hove, esordisce in prima squadra il 10 dicembre 2005 contro il Reading, subentrando al posto di Leon Knight al 28' della ripresa. In seguito viene ceduto in prestito sei mesi al Bognor Regis Town.
Il 12 aprile 2011 la squadra viene promossa in Championship con cinque giornate d'anticipo. Il 7 maggio - all'ultima giornata di campionato - riporta la rottura del tendine d'Achille, infortunio che lo porterà a subire due interventi che lo terranno fermo per l'intera stagione successiva.
Il 2 aprile 2012 rinnova il proprio contratto fino al 2013.

### Bournemouth
Il 13 agosto 2012 passa al Bournemouth, legandosi ai Cherries per tre anni. Nominato capitano della squadra, il 20 aprile 2013 i Cherries vincono per 3-1 contro il Carlisle United, ottenendo la promozione diretta in Championship con un turno di anticipo.
Il 18 ottobre 2014 rinnova il proprio contratto fino 2017. Il 27 aprile 2015 la squadra ottiene la sua prima storica promozione in Premier League. Esordisce nella massima serie inglese l'8 agosto 2015 contro l'Aston Villa.

### Aston Villa
Il 20 giugno 2016 viene acquistato dall'Aston Villa, neoretrocesso in Championship, con cui firma un contratto di tre anni.

## Statistiche

### Presenze e reti nei club
Statistiche aggiornate al 20 febbraio 2016.
| Stagione               | Squadra                | Campionato             | Campionato | Campionato | Coppe nazionali | Coppe nazionali | Coppe nazionali | Coppe continentali | Coppe continentali | Coppe continentali | Altre coppe | Altre coppe | Altre coppe | Totale | Totale |
| Stagione               | Squadra                | Comp                   | Pres       | Reti       | Comp            | Pres            | Reti            | Comp               | Pres               | Reti               | Comp        | Pres        | Reti        | Pres   | Reti   |
| ---------------------- | ---------------------- | ---------------------- | ---------- | ---------- | --------------- | --------------- | --------------- | ------------------ | ------------------ | ------------------ | ----------- | ----------- | ----------- | ------ | ------ |
| 2005-gen. 2006         | Brighton & Hove        | FLC                    | 1          | 0          | FACup+CdL       | 0               | 0               | -                  | -                  | -                  | -           | -           | -           | 1      | 0      |
| gen.-giu. 2006         | Bognor Regis Town      | FC                     | 17         | 1          | FACup+CdL       | -               | -               | -                  | -                  | -                  | -           | -           | -           | 17     | 1      |
| 2006-2007              | Brighton & Hove        | FL1                    | 3          | 0          | FACup+CdL       | 0               | 0               | -                  | -                  | -                  | FLT         | 0           | 0           | 3      | 0      |
| 2007-2008              | Brighton & Hove        | FL1                    | 39         | 2          | FACup+CdL       | 2+1             | 0               | -                  | -                  | -                  | FLT         | 2           | 0           | 44     | 2      |
| 2008-2009              | Brighton & Hove        | FL1                    | 39         | 1          | FACup+CdL       | 2+3             | 0+1             | -                  | -                  | -                  | FLT         | 5           | 0           | 49     | 2      |
| 2009-2010              | Brighton & Hove        | FL1                    | 44         | 3          | FACup+CdL       | 4+1             | 1+0             | -                  | -                  | -                  | FLT         | 1           | 0           | 50     | 4      |
| 2010-2011              | Brighton & Hove        | FL1                    | 27         | 1          | FACup+CdL       | 6+1             | 0               | -                  | -                  | -                  | FLT         | 1           | 0           | 35     | 1      |
| 2011-2012              | Brighton & Hove        | FLC                    | 0          | 0          | FACup+CdL       | 0               | 0               | -                  | -                  | -                  | -           | -           | -           | 0      | 0      |
| Totale Brighton & Hove | Totale Brighton & Hove | Totale Brighton & Hove | 153        | 7          |                 | 20              | 2               |                    | -                  | -                  |             | 9           | 0           | 182    | 9      |
| 2012-2013              | Bournemouth            | FL1                    | 34         | 2          | FACup+CdL       | 4+0             | 0               | -                  | -                  | -                  | FLT         | 1           | 0           | 39     | 2      |
| 2013-2014              | Bournemouth            | FLC                    | 38         | 1          | FACup+CdL       | 2+2             | 1+0             | -                  | -                  | -                  | -           | -           | -           | 42     | 2      |
| 2014-2015              | Bournemouth            | FLC                    | 46         | 1          | FACup+CdL       | 1+3             | 0               | -                  | -                  | -                  | -           | -           | -           | 50     | 1      |
| 2015-2016              | Bournemouth            | PL                     | 24         | 1          | FACup+CdL       | 2+0             | 0               | -                  | -                  | -                  | -           | -           | -           | 26     | 1      |
| Totale Bournemouth     | Totale Bournemouth     | Totale Bournemouth     | 142        | 5          |                 | 14              | 1               |                    | -                  | -                  |             | 1           | 0           | 156    | 6      |
| Totale carriera        | Totale carriera        | Totale carriera        | 312        | 13         |                 | 34              | 3               |                    | -                  | -                  |             | 10          | 0           | 356    | 16     |

## Palmarès

### Club

#### Competizioni nazionali
- Football League One: 1

Brighton & Hove: 2010-2011
- Football League Championship: 1

Bournemouth: 2014-2015